# سول كوهن
سول كوهن (بالإنجليزية: Sol Cohen)‏ هو محرر أمريكي، ولد في 16 ديسمبر 1910 في نيويورك في الولايات المتحدة، وتوفي في 28 يوليو 1988 في فورت لودرديل في الولايات المتحدة.